# جولي حنان كاروثرز
جولي حنان كاروثرز (بالإنجليزية: Julie Hanan Carruthers)‏ هي كاتبة سيناريو أمريكية، ولدت في 30 يناير 1960 في ساراسوتا في الولايات المتحدة.

## وصلات خارجية
- جولي حنان كاروثرز على موقع IMDb (الإنجليزية)
- جولي حنان كاروثرز على موقع قاعدة بيانات الفيلم (الإنجليزية)